# Аль-Камар
Аль-Камар (араб. القمر — Месяц, Луна) — пятьдесят четвёртая сура Корана. Сура мекканская.  Состоит из 55 аятов.

## Содержание
Первый аят этой суры обращает внимание слушателей на то, что Судный день уже близок, и предупреждает людей о нём. За этим аятом последовали аяты, показывающие, как относились неверные к чудесам, и их упрямство в отрицании посланника. В этих аятах посланнику Аллаха повелено отвратиться от неверных и дать им отсрочку до того Дня, когда они выйдут из могил, словно рассеявшаяся саранча. Затем в аятах рассказываются некоторые истории прежних народов и их посланников и о постигшем их наказании. В аятах делается заключение, что мекканские неверные не сильнее и не могущественнее прежних народов и что они не в безопасности от наказания.

 Приблизился Час, и раскололся месяц. ۝ Когда они видят знамение, то отворачиваются и говорят: «Это - преходящее (или крепкое; или лживое) колдовство!» ۝ Они сочли лжецами посланников и потакали своим желаниям, но каждый поступок утвердится (творения получат вознаграждение за добро и наказание за зло). ۝ До них уже дошли известия, которые удерживали от неверия. ۝ Это является совершенной мудростью, но какую пользу приносят предостережения (или предостережения не принесли им никакой пользы)? ۝ Отвернись же от них. В тот день, когда глашатай призовет к неприятной вещи, ۝ они с униженными взорами выйдут из могил, словно рассеянная саранча. ۝ Они устремятся к глашатаю, и неверующие скажут: «Это - Тяжкий день!» 
—  54:1—8 (Кулиев)